# Кожевникова, Карина Викторовна
Кари́на Ви́кторовна Коже́вникова (род. 7 февраля 1978, Боево Воронежской обл.) — российская джазовая певица, преподаватель по вокалу. «Русская Элла Фицджеральд».

## Биография

### Детство и юность
Родилась в селе Боево Каширского района Воронежской области в семье сельских жителей. Родители Карины работали в совхозе «Боевский» и к музыке не имели никакого отношения. Музыкальный талант Карины проявился в раннем детстве. Видя стремление дочери к музыке, родители отдали её обучаться в Воронежскую музыкальную школу-интернат. Учась в интернате, в 1995 году она впервые услышала американских джазменов, среди которых была и легендарная Элла Фицджеральд. «Меня потрясла версия How High The Moon, — рассказывала вокалистка , — но никакого желания заниматься джазом у меня тогда не возникло». В 1995 году Карина успешно заканчивает школу-интернат по классу фортепиано и поступает в Московский Городской Педагогический Университет.

### Творчество
Будущая певица закончила музыкальный факультет Московского Городского Педагогического Университета по классу фортепиано в 2001 году. Уже в начале обучения она стала пробовать себя в качестве джазовой вокалистки. Её дебют состоялся в 1996 году в московском «Джаз-Арт Клубе». Постепенно джаз стал вытеснять классику в интересах молодой певицы. Она стала стремительно завоевывать популярность среди музыкантов и публики. Карину приглашали в свои ансамбли многие известные московские музыканты: Алексей Кузнецов, Георгий Гаранян, Александр Осейчук, Игорь Бутман, Лев Кушнир, Валерий Киселев, Михаил Окунь, Яков Окунь и другие.
С 2002 по 2005 годы Карина становится постоянной солисткой ансамбля «Зеленая волна» под управлением Александра Осейчука, с которым много выступает и гастролирует по городам России.
В 2004 году Карина участвует в конкурсе джазовых вокалистов, проводимом развлекательным комплексом «Голден Палас» и завоевывает приз зрительских симпатий.
С 2005 года начинает сотрудничать с трио Льва Кушнира.
В марте 2007 года вышел первый сольный студийный альбом «With Eyes Closed», записанный вместе с трио Льва Кушнира. Дебютный альбом исполнительницы получил высокие оценки музыкальных критиков. По словам Анатолия Кролла , — «это очень серьёзная заявка о существовании в России джазовой певицы высочайшего мирового уровня». В джазовых кругах Карину называют русской Эллой Фицджеральд.
В апреле 2023 на легендарном британском лейбле Leo Records вышел альбом «Polyphonic Circle» («Полифонический круг»), который записала Карина Кожевникова вместе с «Круглым Бендом» под управлением саксофониста Алексея Круглова .
В настоящее время певица активно выступает на всевозможных концертах, фестивалях, корпоративных и частных праздниках, клубах Москвы, участвует в разного рода студийных проектах, а также преподает джазовый вокал в музыкальном колледже им. Ростроповичей в г. Воронеже. Живёт в Воронеже.

### Сотрудничество
Особенно ярко её талант проявляется в концертах с большими оркестрами, среди них:
- Биг-бэнд Игоря Бутмана
- JVL-бэнд Виктора Лифшица
- Оркестр Олега Лундстрема
- Государственный муниципальный оркестр г. Краснодара
- Национальный эстрадный оркестр Белоруси
- Королевский джаз-оркестр Марокко
- Липецкий эстрадно-джазовый оркестр

### Фестивали
Со своими программами и своим коллективом музыкантов Карина с успехом выступает на всевозможных фестивалях, среди которых — фестивали «Джаз в саду Эрмитаж», «Славянский базар в Витебске», «Джазовые Голоса», «Евразия» в Оренбурге, «Черное море» в Сочи, «Чернозем» в Воронеже, «Джаз над Волгой» в Ярославле, Moers Festival в Мёрсе, EverJazz и др.

### Признания и достижения
- 2004 г. — приз зрительских симпатий на конкурсе джазовых вокалистов. Развл. Компл. «Голден Палас».
- 2015 г. — финалистка проекта «Большой Джаз». Телеканал «Культура».

### Дискография
- 2007 год — «With Eyes Closed»
- 2023 год — «Polyphonic Circle!»

## Преподавание
Карина Кожевникова — педагог по вокалу, преподаватель кафедры эстрадно-джазового вокала Воронежского училища им. Ростроповичей. Её студенты лауреаты вокальных конкурсов.

## Фильмография
х/ф «Осенний блюз» (2001 г) Режиссёр Александр Стефанович — озвучивание роли джазовой певицы.

## Отзывы
- «…певица мирового класса из России, которая может петь всё: джаз, скэт, классику — и всё, что между ними…» (Продюсер Leo Records Лео Фейгин).
- «Великолепный, полный тончайшего лиризма и чувственной выразительности голос, удивительное чувство глубокой джазовости и умение индивидуально и необычно интерпретировать произведение любой сложности. Да — это Карина Кожевникова…» (Российский джазовый дирижёр, композитор Анатолий Кролл).
- «Ее интерпретации джазовой вокальной классики художественно убедительны, эмоционально насыщенны, логичны, отличаются сдержанным благородством, блестящей вокальной техникой и изощренным свингом». (Британский журналист Эфир Барбан).